# Sangrado libre
El sangrado libre es la práctica cultural de permitir el libre flujo de la menstruación sin utilizar productos para recolectar, absorber o contener el sangrado.

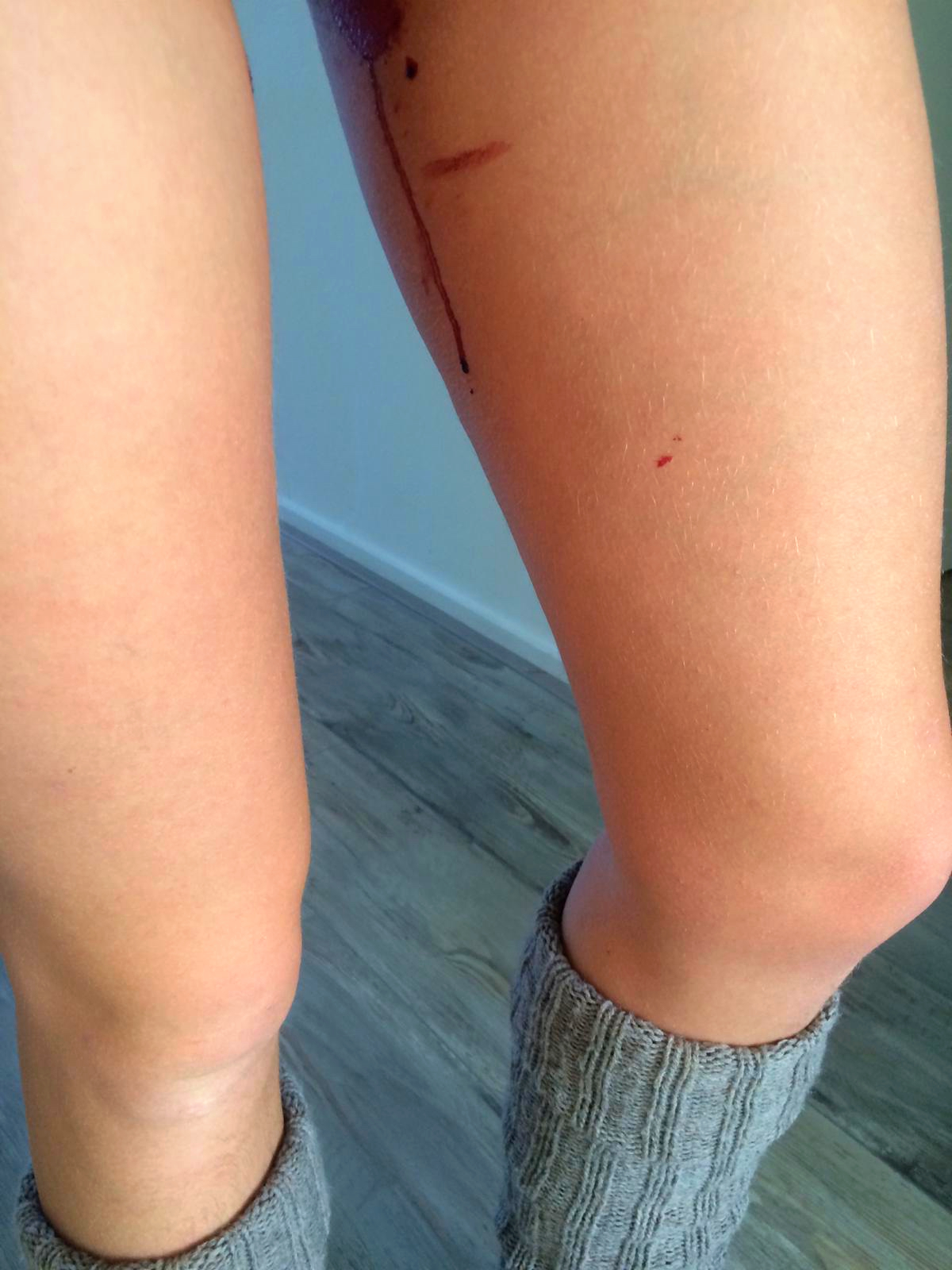
Una chica de Países Bajos practicando el sangrado libre.

El sangrado libre tiene por objetivo la comodidad personal, evitar el uso de productos desechables que generen residuos y promover la "normalización de la menstruación" en la esfera pública. Se encuadra a su vez como movimiento reivindicativo, que busca erradicar tabúes menstruales y las connotaciones negativas asociadas al sangrado. Comenzó en la década de 1970 como una reacción al aumento de casos de síndrome de shock tóxico en usuarias de tampones super absorbentes, una afección rara y poco frecuente aunque potencialmente mortal. Un segmento de las practicantes del sangrado libre lo vinculan también con creencias espirituales y/o motivaciones ecologistas.
Las variables cómo se realiza dependen de cada usuaria. Se puede simplemente dejar correr el flujo en la ropa sin ningún tipo de insumo para gestionarlo, mientras que algunas personas lo realizan portando ropa interior menstrual. Algunas fuentes aseguran que, con práctica, la mujer puede prever el momento en que el útero expulsará la menstruación mediante las contracciones y accionar para evacuarlo en el baño, evitando así las fugas y el manchado. No tiene asociado beneficios específicos para la salud, pudiendo ser una opción para prevenir el síndrome de shock tóxico por el uso de tampones.
En internet existen menciones al tema desde 2004. En 2012 la fotógrafa y modelo Arvida Byström publicó una serie de fotografías en la revista Vice donde se mostraba visiblemente el flujo menstrual en mujeres realizando actividades cotidianas. El tema ganó exposición en 2014, a raíz de un bulo originado en el sitio web 4chan conocido como "Operation freebleeding", donde se instaba a evitar todo tipo de producto de higiene y sangrar sobre la ropa. La campaña ha sido calificada de antifeminista con el objetivo de ridiculizar a las activistas por los derechos de las mujeres. En los últimos años se ha convertido en un tema de debate público, con sectores promoviendo su práctica, y otros criticándola. El tema ganó exposición en los medios en 2015, cuando la música y activista Kiran Gandhi corrió en la Maratón de Londres mientras sangraba libremente como acto simbólico para "combatir el estigma menstrual".